# Benín
|  | Per a altres significats, vegeu «Benín (desambiguació)». |

Benín (en francès, le Bénin), oficialment la República de Benín, és un estat de l'Àfrica Occidental, situat entre Nigèria a l'est, Togo a l'oest, Burkina Faso i el Níger al nord i el golf de Guinea al sud. La capital administrativa és Porto-Novo, però la ciutat més poblada és Cotonou.
Antiga colònia francesa amb el nom de Dahomey (per un antic regne local), va obtenir la independència l'1 d'agost de 1960, com a República de Dahomey. L'any 1975 prengué el nom actual de República de Benín. De 1975 a 1990 la forma de govern fou la república popular.

## Etimologia
Durant el període colonial, el territori va rebre el nom de Dahomey, que corresponia a un dels regnes anteriors a la colonització, que ocupava una tercera part del territori. Aquest nom es va mantenir amb la independència (República de Dahomey), fins que l'any 1975 es va canviar per l'actual de República de Benín, considerat més neutral perquè fa referència al golf de Benín i no a cap part del país. Ara bé, la república de Benín no té relació amb l'antic regne de Benín ni la ciutat de Benín, situades a l'actual Nigèria, ni amb els famosos bronzes de Benín.

## Geografia

Mapa de classificació climàtica de Köppen.

La franja de terra nord-sud de l'Àfrica occidental es troba entre les latituds 6° i 13° N i les longituds 0° i 4° E. Limita amb Togo a l'oest, Burkina Faso i Níger al nord, Nigèria a l'est i la badia de Benín al sud. La distància des del riu Níger al nord fins a l'oceà Atlàntic al sud és d'uns 650 km. Tot i que el litoral mesura 121 km, el país mesura uns 325 km en el seu punt més ample. Dins de les fronteres de Benín es troben 4 ecoregions terrestres: els boscos de Guinea oriental, els boscos de les terres baixes nigerianes, el mosaic de la sabana forestal de Guinea i la sabana del Sudan occidental. Va tenir una puntuació mitjana de l'Índex d'Integritat del Paisatge Forestal de 2018 de 5,86/10, el que el va situar en el lloc 93 en l'àmbit mundial de 172 països.

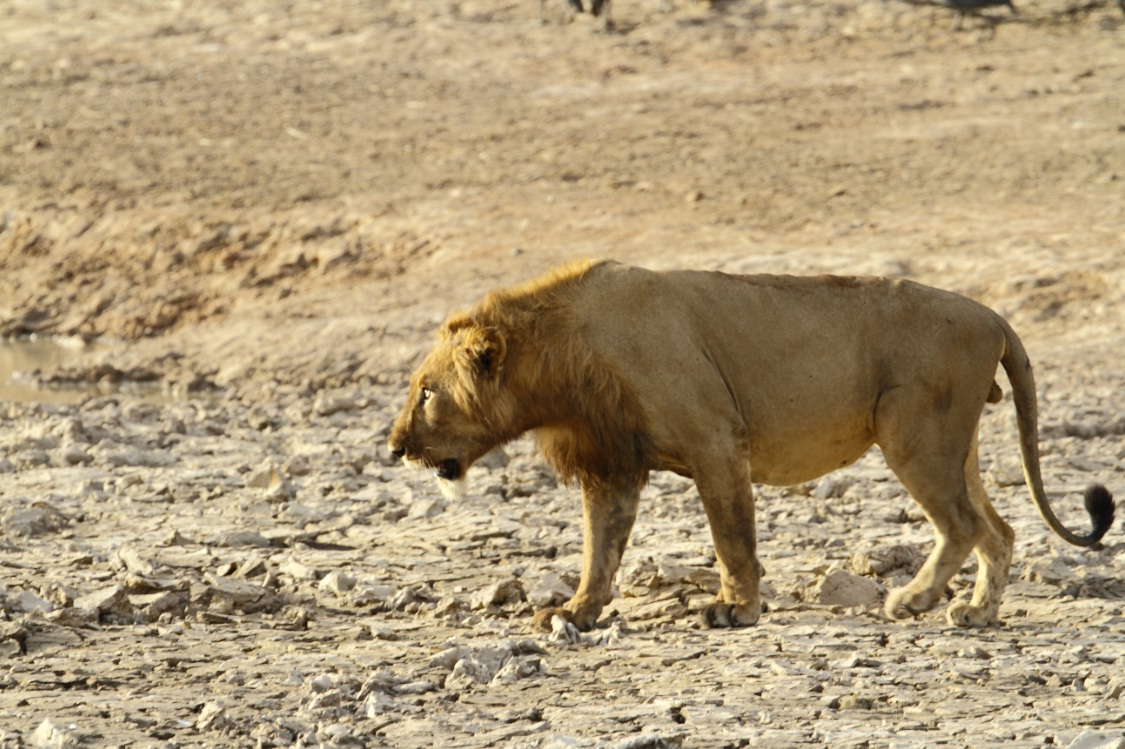
El Parc Nacional de Pendjari és una reserva per al lleó d'Àfrica Occidental i altres grans animals de l'Àfrica Occidental.

Benín presenta una certa variació d'elevació i es pot dividir en 4 zones de sud a nord, començant per la plana costanera de sorra baixa (elevació més alta 10 m) que és, com a màxim, 10 km d'ample. És pantanós i esquitxat de llacs i llacunes que es comuniquen amb l'oceà. Darrere de la costa s'hi troben els altiplans coberts de mosaics de sabana i bosc de Guinea del sud de Benín (altitud entre 20 i 200 m), que estan dividits per valls que van de nord a sud al llarg dels rius Couffo, Zou i Ouémé.
Aquesta geografia la fa vulnerable al canvi climàtic. Amb la majoria del país que viu a prop de la costa en zones més baixes, l'augment del nivell del mar podria tenir efectes sobre l'economia i la població. Les zones del nord veuran que regions addicionals es convertiran en deserts. Una zona de terra més plana esquitxada de turons rocosos l'altitud dels quals arriba a 400 m s'estén al voltant de Nikki i Save.
Una serralada de muntanyes s'estén al llarg de la frontera nord-oest i al Togo; aquests són els Atacora. El punt més alt, el Mont Sokbaro, es troba a 658 m. Benín té camps, manglars i restes de boscos. A la resta del país, la sabana està coberta de matolls espinosos i esquitxada d'arbres de baobab. Alguns boscos es recorren a les ribes dels rius. Al nord i al nord-oest de Benín, el Parc nacional de la W i el Parc Nacional de Pendjari té elefants, lleons, antílops, hipopòtams i micos. El parc nacional de Pendjari, juntament amb els parcs fronterers Arli i W a Burkina Faso i Níger es troben entre els reductes del lleó d’Àfrica Occidental en perill d’extinció. Amb un estimat de 356 (rang: 246–466) lleons, W-Arli-Pendjari acull la població de lleons més gran que queda a l'Àfrica Occidental. Històricament, Benín ha servit d'hàbitat per al gos salvatge africà en perill d'extinció, Lycaon pictus; Es creu que aquest cànid es va extingir localment.

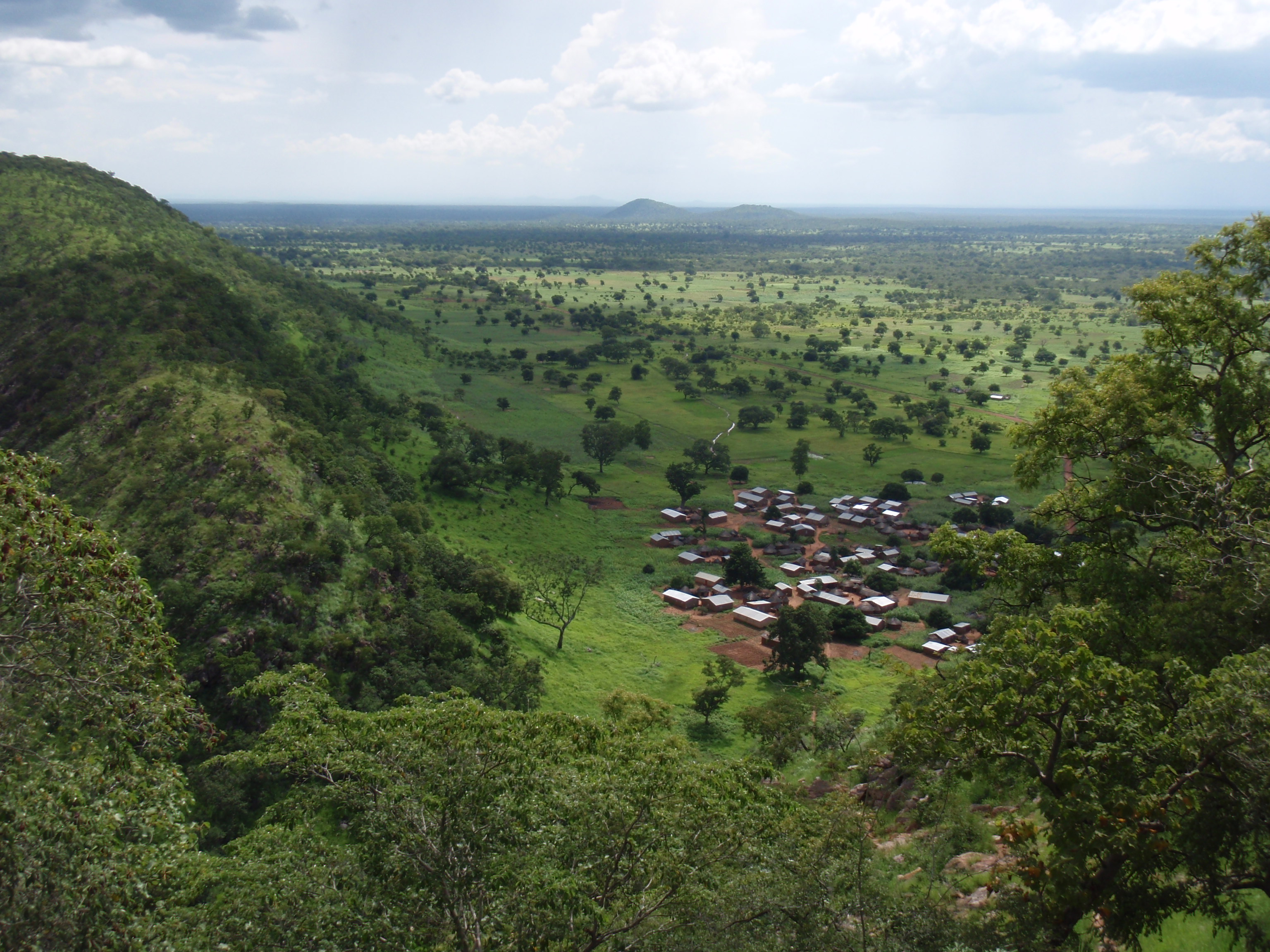
Atakora, 1 dels 2 departaments més al nord de Benín.

La mitjana anual de pluges a la zona costanera és de 1.300 mm. Benín té 2 estacions de pluges i 2 estacions seques per any. La principal època de pluges és d'abril a finals de juliol, amb un període de pluges més curt i menys intens de setembre a novembre. L'estació seca principal és de desembre a abril, amb una estació seca més fresca de juliol a setembre. Les temperatures i la humitat són més altes a la costa tropical. A Cotonou, la temperatura màxima mitjana és de 31 °C; el mínim és 24 °C.
Les variacions de temperatura augmenten quan es mou cap al nord a través de la sabana i l'altiplà cap al Sahel. Un vent sec del Sàhara anomenat Harmattan bufa de desembre a març, quan l'herba s'asseca, una altra vegetació es torna de color marró vermellós i un vel de pols fina penja sobre el país, fent que els cels estiguin «tapats». També és l'època en què els pagesos cremen arbustos als camps.

## Economia

Una representació proporcional de les exportacions de Benín, 2019

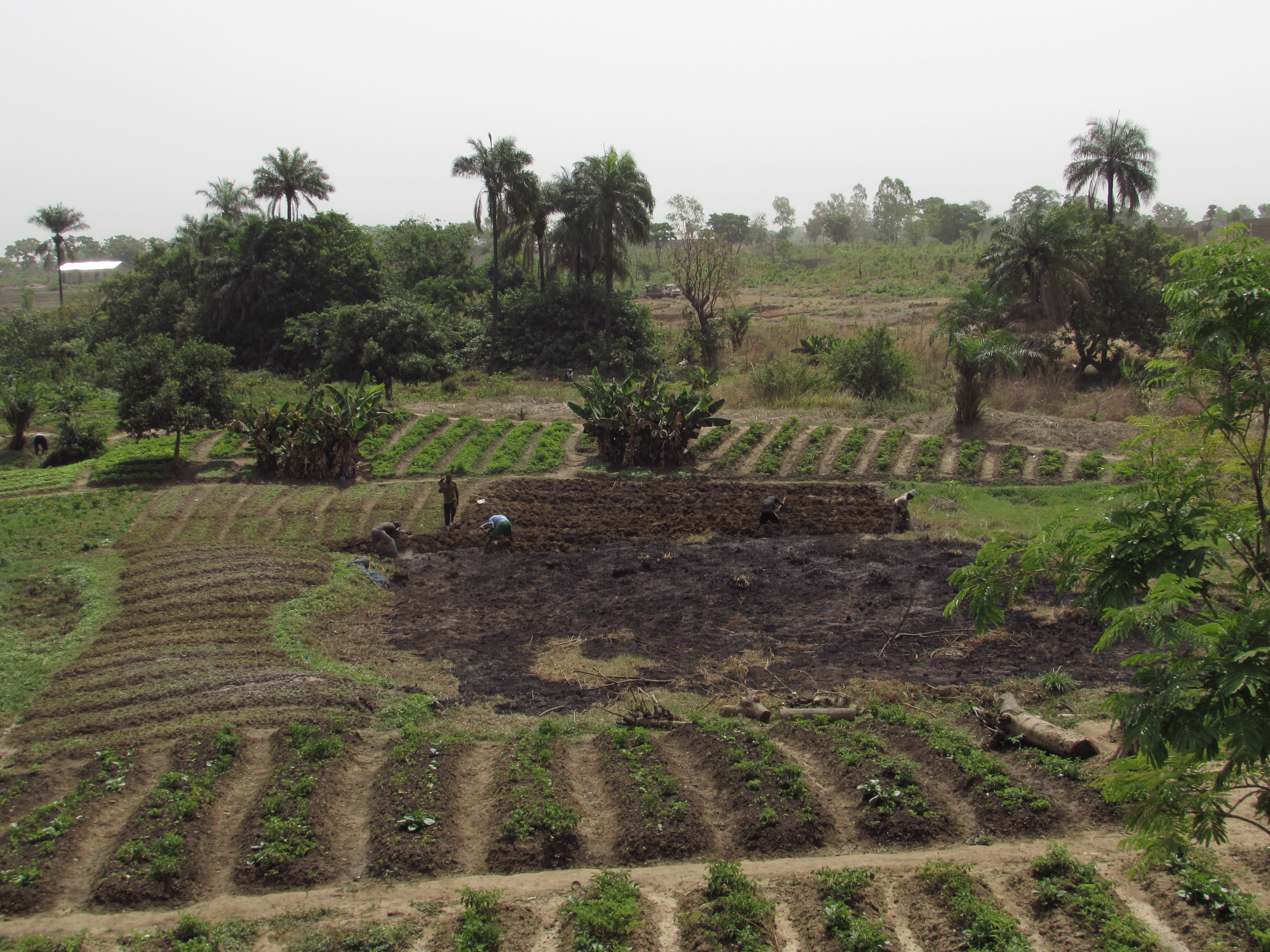
Agricultura extensiva al nord de Benín, prop de Djougou.

Evolució del PIB real per càpita de Benín des de 1950

L'economia depèn de l'agricultura de subsistència, la producció de cotó i el comerç regional. El cotó representa el 40% del PIB i aproximadament el 80% dels ingressos oficials d'exportació.
El creixement del PIB real es va estimar en el 5,1 i el 5,7% el 2008 i el 2009, respectivament. El principal motor del creixement és el sector agrícola, amb el cotó la principal exportació, mentre que els serveis continuen aportant la major part del PIB sobretot a causa de la ubicació geogràfica de Benín, que permet el comerç, el transport, el trànsit i les activitats turístiques amb els estats veïns. Les condicions macroeconòmiques globals de Benín van ser «positives» el 2017, amb una taxa de creixement al voltant del 5,6%. El creixement econòmic va ser impulsat principalment per la indústria del cotó i altres cultius comercials, el port de Cotonou i les telecomunicacions. Una font d'ingressos és el port de Cotonou, i el govern busca ampliar la seva base d'ingressos. L'any 2017, Benín va importar uns 2.800 milions de dòlars en béns com arròs, carn i aus, begudes alcohòliques, materials plàstics combustibles, maquinària especialitzada en mineria i excavació, equips de telecomunicacions, vehicles de passatgers i articles de tocador i cosmètics. Les principals exportacions són cotó desmotat, pastís de cotó i llavors de cotó, anacard, mantega de karité, oli de cuina i fusta.
L'accés a la biocapacitat és inferior a la mitjana mundial. El 2016, Benín tenia 0,9 hectàrees globals de biocapacitat per persona al seu territori, menys que la mitjana mundial d'1,6 hectàrees globals per persona. L'any 2016 Benín va utilitzar 1,4 hectàrees globals de biocapacitat per persona, la seva petjada ecològica de consum. Això significa que utilitzen «una mica menys del doble» de la biocapacitat que conté Benín. Com a resultat, Benín té un dèficit de biocapacitat.

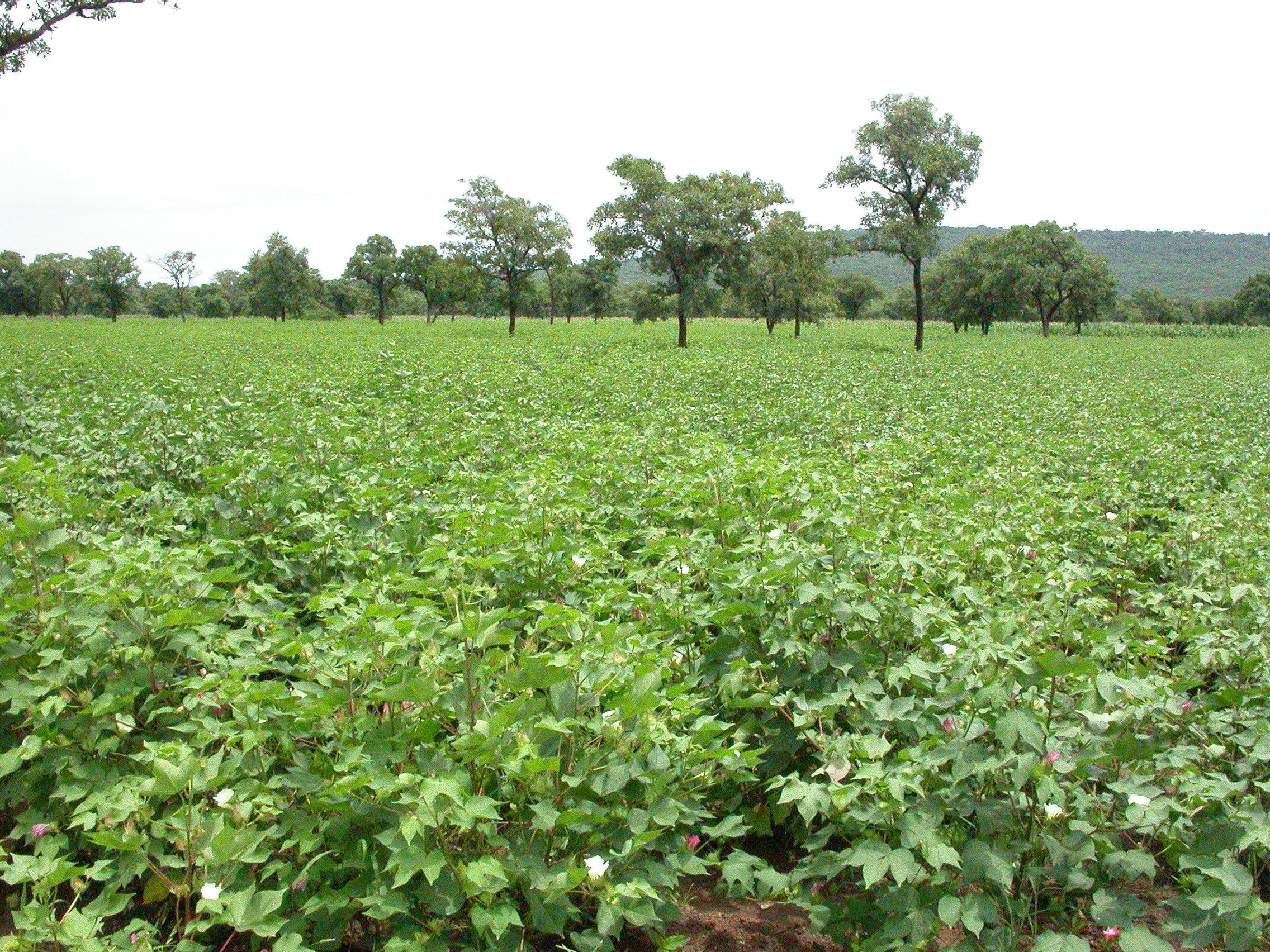
Camp de cotó al nord de Benín.

Per tal d'augmentar encara més el creixement, Benín té previst atraure més inversió estrangera, posar més èmfasi en el turisme, facilitar el desenvolupament de nous sistemes de processament d'aliments i productes agrícoles i fomentar les noves tecnologies de la informació i la comunicació. Els projectes per millorar el clima empresarial mitjançant reformes al sistema de propietat de la terra, el sistema de justícia comercial i el sector financer es van incloure en la subvenció de Benín de 307 milions de dòlars EUA signada el febrer de 2006
El Club de París i els creditors bilaterals han alleujat la situació del deute extern, i Benín es beneficia d'una reducció del deute del G8 anunciada el juliol del 2005, alhora que pressiona per a reformes estructurals més ràpides. Un subministrament elèctric «insuficient» continua «afectant negativament» al creixement econòmic de Benín i el govern ha pres mesures per augmentar la producció nacional d'energia.
Si bé els sindicats de Benín representen fins al 75% de la força de treball formal, la Confederació Sindical Internacional (ITCU) ha assenyalat que l'economia informal té problemes constants, com ara la manca d'igualtat salarial de les dones, l'ús de treball infantil i el problema continuat del treball forçat. Benín és membre de l'Organització per a l'harmonització del dret empresarial a l'Àfrica (OHADA).
Cotonou té l'únic port marítim i aeroport internacional del país. Benín està connectat per carreteres asfaltades de dos carrils amb els seus països veïns (Togo, Burkina Faso, Níger i Nigèria). El servei de telefonia mòbil està disponible a tot el país a través de diferents operadors. Hi ha connexions ADSL disponibles en algunes zones. Benín està connectat a Internet mitjançant connexions per satèl·lit (des de 1998) i un sol cable submarí SAT-3/WASC (des de 2001). S'espera un alleujament del «preu alt» amb la posada en marxa del cable de la costa d'Àfrica a Europa el 2011.
Amb la taxa de creixement del PIB del 4-5% que es manté constant durant dues dècades, la pobresa ha anat augmentant. Segons l'Institut Nacional d'Estadística i Anàlisi Econòmica de Benín, els que viuen sota el llindar de la pobresa han augmentat del 36,2% el 2011 al 40,1% el 2015.

## Història
- Vegeu l'article principal d'Història de Benín.

## Política

Mapa polític

### Divisió politicoadministrativa

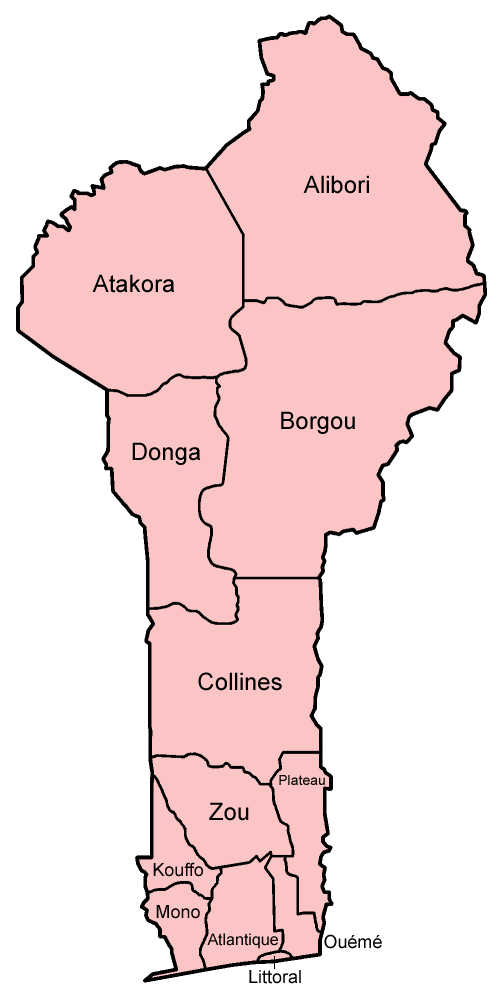
Departaments de Benín

El 1999 es van constituir dotze departaments a Benín. Aquests se subdivideixen en 77 comuns (municipis). Les províncies són:
1. Alibori
2. Atakora
3. Atlantique
4. Borgou
5. Collines
6. Donga
7. Kouffo
8. Littoral
9. Mono
10. Ouémé
11. Plateau
12. Zou

## Cultura

### Llengües i etnicitat
La llengua nacional o oficial de la República de Benín és el francès. El SIL International ha llistat un total de 54 llengües a Benín. Totes són vives:
- Aguna: 3.470 parlants a Benín. Es parla a la província Zou, a la sotsprefectura de Djidja, a prop del poble d'Agouna. També s'anomena Awuna i Agunaco. És parlat pels agunes.
- Aja: 588.100 parlants a Benín. Es parla al sud-oest de benín, a la zona del riu Mono, sobretot a la província de Kouffo a la de Mono. També hi ha població Aja que viu barrejada amb altres grups a la província Zou. També es troben parlants d'aja a Cotonou i a moltes ciutats del sud de Benín. La parlen els aja.
- Anii: 33.600 parlants a Benín. Es parla a les dues bandes de la frontera entre Togo i Benín. A Benín es parla al sud de la província d'Atakora, a la sotsprefectura Bassila.
- Anufo: 13.800 parlants a Benín. Es parla a alguns pobles del departament d'Atakora, a les sots-prefectures de Cobly i Boukombe.
- Baatonum: 460.000 parlants a Benín. Es parla al centre i al nord del país. Sobretot a la província Borgou.
- Biali: 64.500 parlants a Benín. Es parla al departament d'Atakora, a la sots-prefectura de Materi. També hi ha parlants a la sotsprefectura d'Ouessi, al departament de Borgou.
- Boko: 70.000 parlants a Benín. Es parla al departament de Borgou
- Dendi: 30.000 parlants a Benín. Es parla als departaments d'Atakora i de Borgou, a la riba del riu Níger, des del riu Medru fins a la frontera amb Nigèria. Al nord de Benín.
- Ditammari: 20.000 parlants a Benín. Es parla al departament d'Atakora, a les sotsprefectures de Boukombe i Natitingou, al llarg de la carretera entre Djougou i Parakou.
- Ede Cabe: 69.000 parlants a Benín. Es parla a la sotsprefectura Tchaourou, del departament de Borgou i a les sots-prefectures de Savè i Ouèssè, a la província Zou.
- Ede Ica: 63.000 parlants a Benín. Es parla a la província Zou, a la sotsprefectura de Bante.
- Ede Idaca: 100.000 parlants a Benín. Es parla a la província Collines, a les sotsprefectures de Dassa-Zoume i Glazoué.
- Ede Ije: 50.000 parlants a Benín. És parlat a la província Plateau i a la província Zou. Sobretot es parla en districtes rurals.
- Ede Nago: 200.000 parlants a Benín. Es parla al sud-est de Benín, al departament de Plateu, a les sotsprefectures de Ketou, Pobe, Adja-Ouere, Ifangni i Sakete.
- Ede Nago, Kura: 25.000 parlants a Benín. Es parla a la sotsprefectura de Bassila, al departament de Donga.
- Ede Nago, Manigri-Kambolé: 30.000 parlants a Benín. es parla al departament de Donga (actualment sud del departament d'Atakora).
- Fon (llengua): 1.700.000 parlants a Benín. Es parla a la província Zou, al departament Atlantique i al departament Littoral (Cotonou) També hi ha molts fon dispersos a les ciutats del nord de Benín.
- Foodo: 24.500 parlants a Benín. Es parla a la sotsprefectura d'Ouake, al departament d'Atakora.
- Francès: 16.700 persones el tenen com a llengua materna.
- Fulfulbe, Borgu (Fulbe): 280.000 parlants a Benín. Es parla als departaments d'Atakora i de Borgou. També hi té variants dialectals que es parlen a la província Zou. És una llengua Ful. També se l'anomena peul.
- Fulfulbe, Gorgal (Fulbe): 30.000 parlants a Benín. Es parla al nord del departament de Borgou. També se l'anomena peul.
- Gbe, ayizo: 328.000 parlants a Benín. Es parla a les províncies Mono i Atlantique.
- Gbe, Ci: 25.000 parlants a Benín. es parla a la sots-prefectura Lalo, a la província Mono. Els membres del grup ètnic que la parlen són els gbe, cis.
- Gbe, defi: 13.500 parlants a Benín. Es parla al sud-est de Benín, a la província Oueme, a la sots-prefectura Seme-Kpodji, entre el riu Oueme, la línia del ferrocarril entre Cotonou i Porto-Novo, i el golf de Guinea.
- Gbe, Eastern Xwla: 80.000 parlants a Benín. Al sud-est de Benín, al llarg de la costa. A la província Oueme. La parlen els Xwlas orientals.
- Gbe, Gbesi: 65.000 parlants a Benín. es parla a la província Atlàntica, a les sotsprefectures de Kpomasse, Alada i Tori-Bossito; i al voltant del llac Aheme, a la província Mono. La parlen els gbesis.
- Gbe, kotafon: 100.000 parlants a la província Mono, sobretot a les sotsprefectures de Lokassa i Athieme. També hi ha alguns poblats a les sots-prefectures Bopa, a prop del llac Aheme i a la de Grand-Popo. Els kotafons són els membres del grup humà que la parlen.
- Gbe, maxi:66.000 parlants a Benín. Viuen a l'antiga província Collines (actual meitat nord de la província Zou), a les sotsprefectures Dassa-Zoume, Savalou, Bante, Glazoue i Ouessi.
- Gbe, saxwe: 170.000 parlants, a la província Mono. Segons el joshuaproject, hi ha 244.000 saxwes que la parlen.[20]
- Gbe, tofin: 90.000 parlants a la província Atlàntica, a la sotsprefectura So-Ava.
- Gbe, waci: 110.000 parlants a la província Mono. El parlen els watxis.
- Gbe, weme:60.000 parlants a les províncies Atlàntica i Weme: 50.000 parlants a Benín. Viuen a la costa occidental de la província Mono i a lea província Littoral.
- Gbe, xwla occidental.
- Gbe, xwela: 65.000 parlants a la província Mono, a la zona propera al llac Aheme i a la província Atlàntica.
- Gen (llengua): 158.000 parlants a les províncies Mono i Atlàntica.
- Gourmanchéna: 62.000 parlants al nord de Benín, sobretot a la província Atakora.
- Gun: 243.000 parlants a Benín. Es parla sobretot a la província Weme.
- Hausa: Es parla a les províncies Atacora i Borgou i a les ciutats més gran i els centres mercantils.
- Ifè: 80.000 parlants a la Collines (nord de la província Zou). El seu cenre principal és a Tchetti.
- Kabiyé:30.000 parlants a la Donga (província Atakora).
- Kyenga:1.000 parlants a Alibori (província Borgou), a prop del poblat de Tungan Bage.
- Lama (llengua):69.000 parlants a la província d'Atakora.
- Lukpa: 50.000 parlants a Benín. La majoria a la província Atakora.
- Mbeline: 24.500 parlants a la província Atakora.
- Miyobe: 7.000 parlants a Benín, a la província Atakora.
- Mokole: 65.500 parlants a la província borgou.
- Nateni:66.000 parlants a la província Atakora. El centre de creences pràctiques tradicionals dels Nateni (grup ètnic) està a Tayakou.
- Ngangam: 20.000 parlants a Benín.
- Notre: 1.500 parlants, a la província Atakora.
- Tchumbuli: 2.500 parlants a Collines, en tres poblacions: Okounfo, Edaningbe i Gbede.
- Tem (llengua): 50.000 parlants a Benín.
- Waama: 50.000 parlants a la província Atakora. 20.000 d'ells són monolíngües. El seu centre cultural és Natitingou. També hi ha parlants a Cotonou i a l'oest de Nigèria.
- Yom: 74.000 parlants a la zona de Djougou, a la província Atakora.
- Ioruba: 465.000 parlants a Benín. Es parla a Porto-Novo i a les principals ciutats del país.

## Economia
Benín té una forta dependència de l'agricultura i la seva economia és en via de desenvolupament. El producte més exportat és el cotó, al voltant del qual hi ha observació internacional per les sospites de treball infantil. El país fa part de la Comunitat Econòmica dels Estats de l'Àfrica Occidental i té previstos projectes energètics amb els països veïns per millorar les infraestructures i així atreure més turisme.